# Сербська православна церква в Комарно
47°45′29″ пн. ш. 18°07′24″ сх. д. / 47.757919° пн. ш. 18.123428° сх. д.

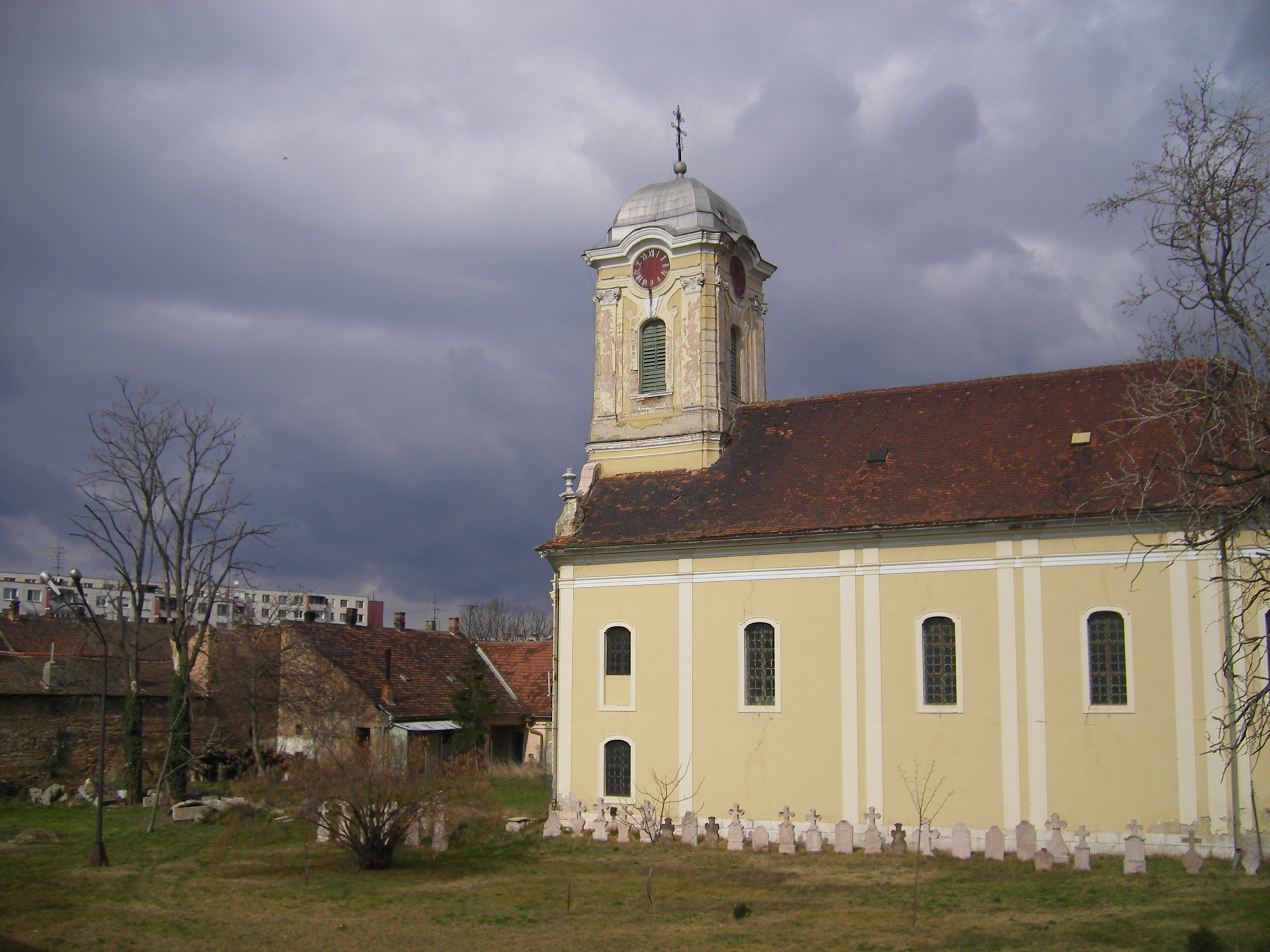
Сербська православна церква в Комарно

Сербська православна церква (словац. Pravoslávny chrám Uvedenia Presvätej Bohorodičky, серб. кир.: Српска православна црква у Коморану) — єдина сербська православна церква у Словаччині. Церква присвячена Введенню в Храм Пресвятої Діви Марії. Після окупації та встановлення комуністичного правління в Чехословаччині опіку над церквою було передано від Будайської єпархії Сербської Православної Церкви до Православної Церкви Чеських земель і Словаччини.

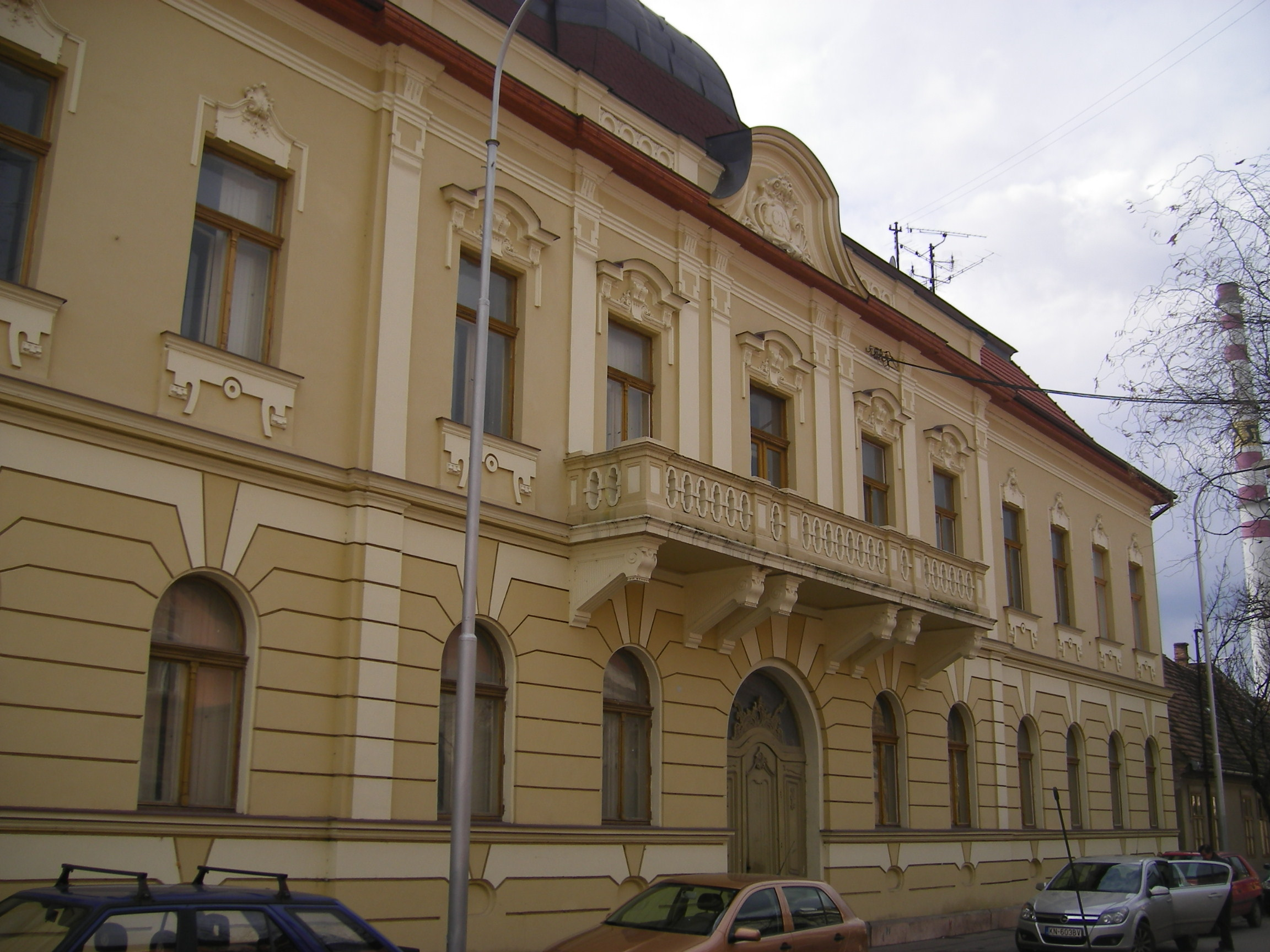
Колишня будівля сербської парафії в Комарно

Закінчення будівництва церкви датується 1770 роком, але стара будівля сербської православної церкви існувала на цьому місці з 1511 року. Церковні записи велися з першої половини 18 століття. У нинішньому вигляді церква існує з 1851 року після її ремонту, викликаному пожежою. Після Першої світової війни сербська громада в місті скоротилася до кількох осіб, тому церква залишалася невикористаною протягом кількох десятиліть.
У останні роки церкву відреставрували, і в ній регулярно проводяться богослужіння по неділях і святах.
Православна Церква Чеських земель і Словаччини підтримує добрі відносити з Сербською Православною Церквою. У 2019 році архиєпископ Пряшівський, митрополит Чеських земель і Словаччини Растислав запросив сербського православного єпископа Будайського із Сентендре для проведення спільної літургії в будівлі. За сербським звичаєм, після Літургії відбулося освячення та ламання святкового торта, що свідчить про збереження цієї традиції, незважаючи на те, що більшість сучасних віруючих не мають сербського походження.